# 봉운로
봉운로(Bongun-ro)는 충청남도 예산군 봉산면 덕산오거리회전교차로에서 서산시 운산면 숙용별교차로를 잇는 15.6km의 도로이다

## 주요 경유지
충청남도
- 예산군 (덕산면 . 봉산면) - 서산시 (운산면)

## 노선
| 이름                 | 접속 노선                              | 소재지 | 소재지 | 비고                               |
| -------------------- | -------------------------------------- | ------ | ------ | ---------------------------------- |
| 덕산오거리회전교차로 | 예산로 충의로 국도 제40호선 (도청대로) | 예산군 | 덕산면 | 지방도 제609호선구간 시점          |
| 봉운2 교차로         | 읍내북문길                             | 예산군 | 덕산면 | 지방도 제609호선구간               |
| 봉운3 교차로         |                                        | 예산군 | 덕산면 | 지방도 제609호선구간               |
| 쉼터재               |                                        | 예산군 | 덕산면 | 지방도 제609호선구간               |
|                      | 봉산면                                 | 예산군 |        | 지방도 제609호선구간               |
| 봉림 교차로          | 봉영산로                               | 예산군 |        | 지방도 제609호선구간               |
| 원평 교차로          | 원평1로 원평2길                        | 서산시 | 운산면 | 지방도 제609호선구간               |
| 원평1교              |                                        | 서산시 | 운산면 | 지방도 제618호선구간               |
| 원평삼거리           | 지방도 제609호선 (장생동로)            | 서산시 | 운산면 | 지방도 제618호선구간               |
| 청룡1교              |                                        | 서산시 | 운산면 | 지방도 제618호선구간               |
| 고풍교               |                                        | 서산시 | 운산면 | 지방도 제618호선구간               |
| 고풍저수지앞 교차로  | 마애삼존불길                           | 서산시 | 운산면 | 지방도 제618호선구간               |
| (이름없음)           | 군장동로1길 군장동로1로                | 서산시 | 운산면 | 지방도 제618호선구간               |
| 고풍터널             |                                        | 서산시 | 운산면 | 지방도 제618호선 구간 연장 약 103m |
| 고풍대교             |                                        | 서산시 | 운산면 | 지방도 제618호선구간               |
| 묵현 교차로          | 군장동대길 용장1길                     | 서산시 | 운산면 | 지방도 제618호선구간               |
| 청천수교             |                                        | 서산시 | 운산면 | 지방도 제618호선구간               |
| 숙용별 교차로        | 지방도 제647호선 (해운로)              | 서산시 | 운산면 | 지방도 제618호선구간               |

## 주요 건물 및 시설
- 덕산초등학교 (봉운로 38/읍내리 348-1)
- 봉운리마을회관 (봉운로 503/봉림리 397-4)
- 원평보건지소 (봉운로 889/원평리 258-3)